# Società Sportiva Atletico Catania 1996-1997
Questa voce raccoglie le informazioni riguardanti la Società Sportiva Atletico Catania nelle competizioni ufficiali della stagione 1996-1997.

## Rosa
| N. |                   | Ruolo | Calciatore             |
| -- | ----------------- | ----- | ---------------------- |
|    | Italia (bandiera) | D     | Giuseppe Anastasi      |
|    | Italia (bandiera) | D     | Cristiano Babuin       |
|    | Italia (bandiera) | D     | Fabio Bonadei          |
|    | Italia (bandiera) | C     | Luigi Bugiardini       |
|    | Italia (bandiera) | D     | Filippo Cavataio       |
|    | Italia (bandiera) | A     | Claudio Cecchini       |
|    | Italia (bandiera) | C     | Bruno Conca            |
|    | Italia (bandiera) | D     | Pietro De Sensi        |
|    | Italia (bandiera) | C     | Pasqualino Di Serafino |
|    | Italia (bandiera) | D     | Massimiliano Farris    |
|    | Italia (bandiera) | C     | Massimiliano Favo      |
|    | Italia (bandiera) | D     | Santo Gianguzzo        |
|    | Italia (bandiera) | A     | Antonino Gulino        |
|    | Italia (bandiera) | D     | Pietro Infantino       |

| N. |                   | Ruolo | Calciatore            |
| -- | ----------------- | ----- | --------------------- |
|    | Italia (bandiera) | A     | Franco Lerda          |
|    | Italia (bandiera) | C     | Giorgio Lucenti       |
|    | Italia (bandiera) | C     | Antonio Fabio Modica  |
|    | Italia (bandiera) | C     | Marco Moro            |
|    | Italia (bandiera) | C     | Gianluca Musumeci     |
|    | Italia (bandiera) | A     | Maurizio Nassi        |
|    | Italia (bandiera) | A     | Armando Ortoli        |
|    | Italia (bandiera) | D     | Giovanni Paschetta    |
|    | Italia (bandiera) | D     | Antonino Bellone      |
|    | Italia (bandiera) | A     | Stefano Protti        |
|    | Italia (bandiera) | C     | Angelo Sandri         |
|    | Italia (bandiera) | C     | Sirio Silvestri       |
|    | Italia (bandiera) | P     | Lorenzo Squizzi       |
|    | Italia (bandiera) | A     | Maurizio Tacchi (III) |
|    | Italia (bandiera) | C     | Leandro Vessella      |

## Risultati

### Campionato

#### Girone di andata
| 1º settembre 1996 1ª giornata | Atletico Catania | 0 – 0 | Savoia |  |

| 8 settembre 1996 2ª giornata | Trapani | 2 – 0 | Atletico Catania |  |

| 15 settembre 1996 3ª giornata | Atletico Catania | 1 – 0 | Fermana |  |

| 22 settembre 1996 4ª giornata | Ancona | 1 – 0 | Atletico Catania |  |

| 29 settembre 1996 5ª giornata | Atletico Catania | 1 – 0 | Lodigiani |  |

| 6 ottobre 1996 6ª giornata | Gualdo | 1 – 0 | Atletico Catania |  |

| 20 ottobre 1996 7ª giornata | Ascoli | 2 – 1 | Atletico Catania |  |

| 27 ottobre 1996 8ª giornata | Atletico Catania | 3 – 0 | Avezzano |  |

| 3 novembre 1996 9ª giornata | Fidelis Andria | 0 – 0 | Atletico Catania |  |

| 10 novembre 1996 10ª giornata | Atletico Catania | 2 – 0 | Avellino |  |

| 24 novembre 1996 11ª giornata | Atletico Catania | 1 – 2 | Casarano |  |

| 1º dicembre 1996 12ª giornata | Nocerina | 0 – 0 | Atletico Catania |  |

| 8 dicembre 1996 13ª giornata | Atletico Catania | 0 – 0 | Acireale |  |

| 15 dicembre 1996 14ª giornata | Giulianova | 0 – 1 | Atletico Catania |  |

| 22 dicembre 1996 15ª giornata | Atletico Catania | 0 – 0 | Ischia Isolaverde |  |

| 29 dicembre 1996 16ª giornata | Sora | 0 – 3 | Atletico Catania |  |

| 12 gennaio 1997 17ª giornata | Atletico Catania | 0 – 1 | Juve Stabia |  |

#### Girone di ritorno
| 19 gennaio 1997 18ª giornata | Savoia | 0 – 0 | Atletico Catania |  |

| 26 gennaio 1997 19ª giornata | Atletico Catania | 0 – 0 | Trapani |  |

| 2 febbraio 1997 20ª giornata | Fermana | 0 – 1 | Atletico Catania |  |

| 9 febbraio 1997 21ª giornata | Atletico Catania | 0 – 0 | Ancona |  |

| 15 febbraio 1997 22ª giornata | Lodigiani | 0 – 1 | Atletico Catania |  |

| 23 febbraio 1997 23ª giornata | Atletico Catania | 0 – 0 | Gualdo |  |

| 2 marzo 1997 24ª giornata | Atletico Catania | 1 – 0 | Ascoli |  |

| 9 marzo 1997 25ª giornata | Avezzano | 0 – 0 | Atletico Catania |  |

| 16 marzo 1997 26ª giornata | Atletico Catania | 1 – 1 | Fidelis Andria |  |

| 29 marzo 1997 27ª giornata | Avellino | 1 – 2 | Atletico Catania |  |

| 6 aprile 1997 28ª giornata | Casarano | 0 – 0 | Atletico Catania |  |

| 13 aprile 1997 29ª giornata | Atletico Catania | 0 – 2 | Nocerina |  |

| 20 aprile 1997 30ª giornata | Acireale | 1 – 1 | Atletico Catania |  |

| 27 aprile 1997 31ª giornata | Atletico Catania | 0 – 0 | Giulianova |  |

| 4 maggio 1997 32ª giornata | Ischia Isolaverde | 0 – 2 | Atletico Catania |  |

| 11 maggio 1997 33ª giornata | Atletico Catania | 1 – 1 | Sora |  |

| 18 maggio 1997 34ª giornata | Juve Stabia | 0 – 0 | Atletico Catania |  |